# 但燾
但焘（1881年—1970年），字植之，别号天囚、天囚居士、观复道人等，湖北武昌府蒲圻县（今赤壁市）人，中华民国政治人物、诗人、翻译家。

## 生平
1900年考中秀才，
1903年肄业于湖北经心书院，后赴日本留学，初進師範速成班，后入日本中央大学学习，入英法科畢業。
1905年中国同盟会在东京成立，但焘放弃前往耶鲁大学留学的机会，加入中国同盟会。
1912年中华民国成立后，但焘被孙中山任命为总统府秘书兼公报局局长，后入唐绍仪内阁任国务院秘书。二次革命期间辞职，隐居上海。
1914年袁世凯倒行逆施，阴谋推行帝制，但焘当即辞去一切职务，匆匆南下，蛰居上海。
1917年護法運動時南下广州，应赴广州任国会非常会议秘书长和军政府秘书长。
1918年其父去世，但焘辞去本兼各职，回上海守孝，闭门读书，不问政事，与章太炎、田桐、何香凝等时相过从，赋诗吟词，研究诗画以自娱。
1919年，但焘担任参议院秘书长兼宪法会议秘书长。
1927年，但焘加入桂系控制的中国国民党湖北省党部。
1929年蒋桂战争爆发前夕，但焘曾为湖北省清乡督办胡宗铎起草“讨蒋通电”。桂系败退，蒋介石下令通缉但焘，但焘在前一天离汉。
1932年唐绍仪任广东中山模范县长，委任但焘为教育局长。
1934年开始，但焘在国民政府任秘书。
1946年出任国史馆筹备委员会总干事、国史馆副馆长并主持馆务。
1948年辞职，赴廣州，后去台湾，曾担任總統府國策顧問。
1956年受聘为中華民國總統府資政。
1970年但焘病逝于台北，終年89歲。